# Lothar von Versen

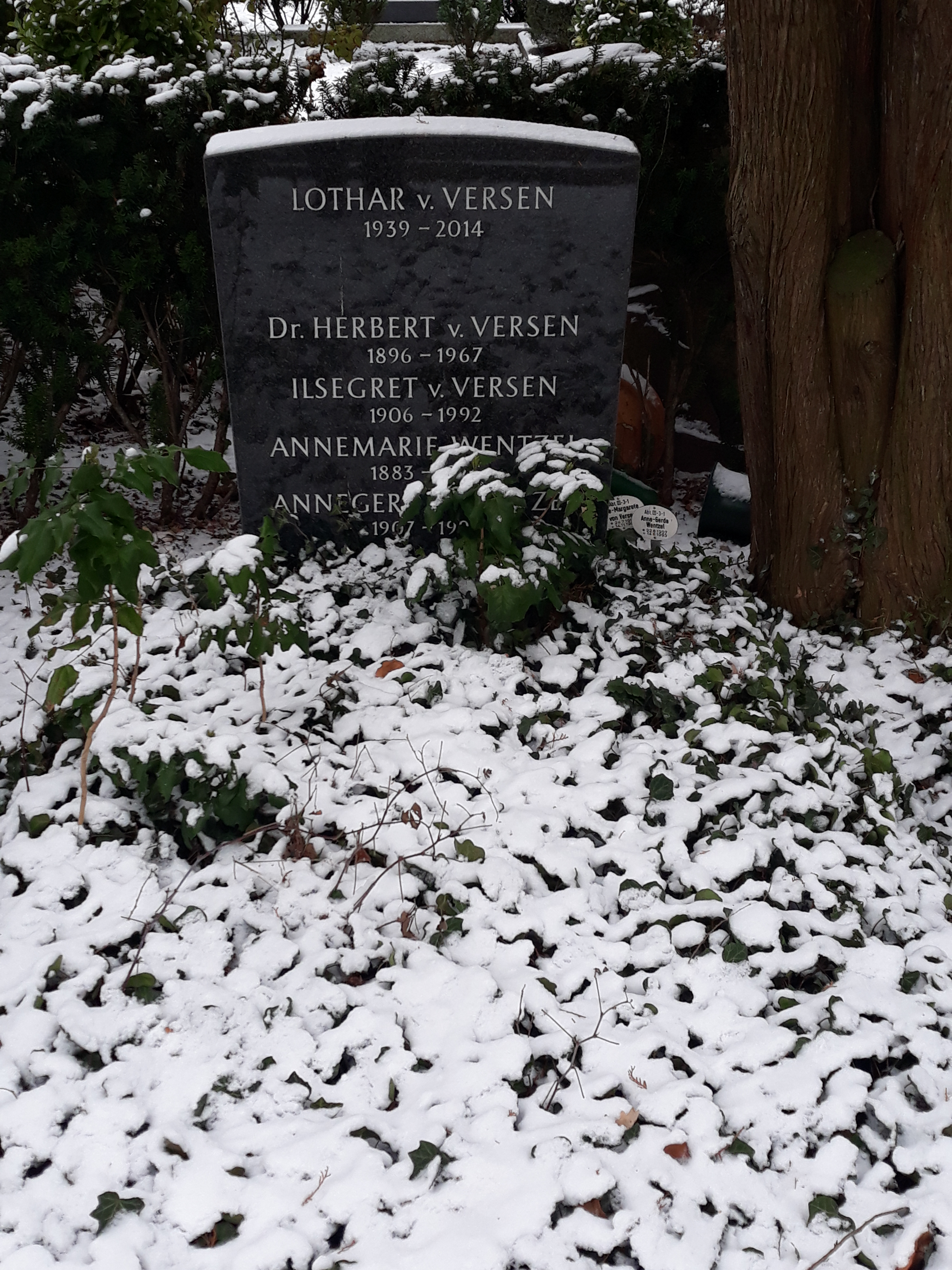
Das Grab von Lothar von Versen im Familiengrab auf dem Friedhof Grunewald in Berlin

Lothar von Versen (* 7. April 1938 in Berlin; † 26. September 2014 ebenda)
war ein deutscher Kleinkünstler, Kabarettist, Liedermacher und Autor. Er gehörte zur AG Song.

## Leben
Lothar von Versen studierte nach dem Abitur am Französischen Gymnasium Berlin Geschichte, Französisch, Italienisch in Berlin, Göttingen, Caen, Frankreich und Coimbra, Portugal und schloss mit dem Magisterexamen ab.
Von Versen arbeitete als Journalist, Dolmetscher und Lehrer.
Ab Ende der 1960er veröffentlichte er über zwanzig LPs und CDs, teils in französischer Sprache. Im Rundfunk wurden zudem Kurzprosa, Glossen und Hörspiele von ihm gesendet. In den 1970er Jahren war er verstärkt im Kabarett tätig und in den 1980ern in der Chansonszene aktiv. Daneben erschienen Bücher von ihm wie Berliner Weiße (1983) und Nichts aus der Lindenstraße (1995). Ende der 1990er produzierte er CDs gemeinsam mit führenden Leuten der Berliner Jazz-Szene  (Oviana, 1997). In dem Film Mein Herz – Niemandem! (1997) von Helma Sanders-Brahms spielte er die Rolle des Schriftstellers Peter Hille.
Lothar von Versen war verheiratet und Vater zweier Kinder.

## Bibliografie
- Florians fliehende Feuilletons. Davids Drucke, Göttingen – Celle 1980. ISBN 3-921860-08-2.
- Berliner Weiße. Davids Drucke, Göttingen – Celle 1983. ISBN 3-921860-13-X.
- Nichts aus der Lindenstraße. Humoresken und Kapriolen. 1993. ISBN 3-930269-00-7.
- Harlekin im Herbst – Eine fiebrige Erzählung Klaus Bielefeld Verlag, Friedland 2005. ISBN 3-89833-123-7.

## Diskografie
- 1970: Lassen wir die Phrasen
- 1971: Es gibt so wenig Dinosaurier
- 1972: Der Mann von Morgen
- 1974: Der Barde
- 1976: Der Entertainer
- 1977: Der Mitternachtsbarbarella
- 1980: Der Türke in der U-Bahn
- 1981: Oh Mittmensch, willst Du sicher sein
- 1983: Der tolle Opa/Der Guru
- 1989: 15 Jahre Lothar von Versen
- 1996: Oh Viviana
- 2000: Jazons – Big Star (mit Frank Getzuhn)
- 2002: ... wollte nicht der Frühling kommen? Lieder von Erich Mühsam
- 2004: L'Amour total (mit Miriam von Versen)
- 2005: Gesammelte Werke aus über 30 Jahren
- 2008: Walzer für Unreife
- 2009: Die Märchenfee – Allerneueste deutsche und ganz frühe französische Chansons
- 2010: Hilfe, ich bin normal – Lothar von Versen als Lebensberater DON LOBO
- 2011: Laissons ces Fadaises